# Русская пляска
Русская пляска — вид русского народного танца. Характерной особенностью являются движения, которые с каждым тактом становятся все более разнообразными. Русская пляска носит импровизационный характер. В каждом районе пляски отличаются по характеру и манере исполнения и имеют обычно своё название, происходящее от названия местности или плясовой песни. Музыкальный размер обычно 2/4 или 6/8. В древности это был обрядовый, а сейчас — бытовой танец. А. А. Климов выделяет формы русской пляски: групповой пляс, массовый, парный и перепляс. Мужская пляска задорная, энергичная; женская — более спокойная, «скромная». Песни и мелодии, под которые исполняются пляски, называют плясовыми.

## История
История русской пляски уходит в языческие времена, когда северяне, вятичи и радимичи:

и схожахуся на игрища, на плясанья и на вся бѣсовьскыя пѣсни, и ту умыкаху жены собѣ— Повесть временных лет
В Древней Руси хранителями русских танцевальных обычаев были скоморохи, которые ходили ватагами и выступали под пение сопелок и удары бубнов. Скоморохи выступали для забавы в княжеских, боярских и купеческих хоромах. Нередко скоморохи выступали в личинах. Подчас скоморохи устраивали пантомимы или пели заводные частушки. Новгородская былина «Садко» описывает пляску Морского царя под аккомпанемент гуслей, в результате которой на море разыгралась сильная буря.
Псковский игумен Памфил в 1505 году сообщал о ритуальных плясках в ночь накануне праздника Ивана Купалы. Танец состоял из «вихляния хребтом» и «топания и скакания ногами». Домострой решительно осуждал скоморошьи пляски под гусли и гудения, которые «ангелов божьих» отпугивают, а «бесов смрадных» приманивают.
В отличие от немцев, ещё в XVII веке у русских женщины и мужчины не плясали взявши друг друга за руки. Адам Олеарий писал, что мужчины и женщины плясали отдельно, при этом женщины часто танцевали с платком в руке. При этом присутствовали движения ногами, руками, бёдрами и плечами.
Пляски, игры, обряды были непосредственно связаны с повседневной и праздничной жизнью восточных славян и в своеобразной форме отражали познание ими природы. Утверждение христианства изменило существовавшие народные празднества. Церковь, причислявшая пляску вместе с песнями и обрядами к «сатанинским прельщениям», стремилась искоренить её, как пережиток язычества. С распространением церковной музыки и появлением русской многоголосной песни русская пляска обогатилась элементами импровизации. Ярко выраженный национальный характер русской музыки становится основой тематических плясок и бытовых хороводов. Народные бытовые пляски и хороводы были популярны среди различных слоев русского общества до XVII века, а затем, когда начала прививаться «европейская мода», в привилегированной среде народные танцы стали «недостойным занятием». Традиции народной пляски на Руси сохранялись в искусстве скоморохов и театральных зрелищах. В конце XVII — начале XVIII веков появились новые европейские танцы: менуэт, контрданс, полонез, краковяк и др., которые вытесняли из городской среды русских народный танец. В деревнях и на рабочих окраинах городов продолжали развиваться традиционные формы и национальные особенности русского танца. Среди парных русских танцев особенно интересна[кому?] голубиная пляска, или голубец. Известны разнообразные переплясы: камаринская, барыня, казачок. Со временем пляски начали исполняться в сопровождении частушек.

## Виды плясок и приёмы
По А. Климову русская пляска бывает: 
- одиночная,
- парная,
- перепляс,
- массовый пляс,
- групповая пляска,
- другие[6].

Однако, Музыкальная энциклопедия относит большинство так называемых групповых танцев к кадрилям.
Одиночная пляска может быть как мужской так и женской. Она основана на импровизации исполнителя и своими движениями может передавать радость и веселье, любовное чувство и юмор, изображать трудовые процессы, поведение птиц, зверей. Начиналась с проходки — движения по кругу, или с выходки — выхода в круг и исполнения какого-либо движения на месте. Затем шло постепенное развитие танца, кульминация и завершающие финальные движения.
Парную пляску исполняли парень и девушка, реже мужчина и женщина. В танце изображался как бы диалог влюблённых. Часто это были свадебные пляски. В некоторых парных плясках показывалась лёгкая размолвка или ревность. В основном такие пляски были лиричными.
Перепляс — это танцевальное соревнование двоих танцоров в силе, ловкости, знания большого количества коленц. В старинном русском переплясе участвовали двое парней или мужчин. Перепляс обычно исполнялся под общеизвестные мелодии, иногда под частушки. Начинался он медленно, а заканчивался в быстром темпе. Со временем перепляс стали исполнять все желающие — женщины, мужчины, пожилые люди.
В групповой пляске могло участвовать несколько человек, иногда и много народа. Она могла включать в себя многие фигуры хороводов, одиночных или парных плясок, допускала импровизации. Групповые пляски исполняли как молодёжь, так и мужчины и женщины среднего возраста. Чаще всего они исполнялись по парам или по тройкам. Групповые пляски очень разнообразны по рисункам, сюжету и содержанию. Каждая местность имела свои традиционные темы и формы танца, манеру исполнения. Например: «Восьмёра» типична для Архангельской области, «Гусачок» — для Смоленской, «Тимоня» — для Курской, «Шестёра» — для Урала, «Карачанка» — для Саратовской области. Все фигуры пляса были круговые: исполнялись против часовой стрелки.
Существовало три характерных танцевальных приёма: шаг, притоптывания, верчение и присядка. Пляска обыкновенно начиналась с «выхода», когда танцор торжественно выкобениваясь занимал место в центре круга, выпрямлялся откидывал голову и упирал руки в бока. Затем он попеременно приседал, выставляя вперед то одну ногу, то другую. При этом танцор выкаблучивался, ставя ногу то на носок, то на каблук (выкрутасы).
Одним из наиболее распространённых был шаг, состоявший из множества элементов, в том числе из приседаний, подъёма на цыпочки и др. Особенно популярным был вариант, называвшийся трёхшаг, при котором танцор делал три шага, укладывавшиеся в три первые восьмушки двухчетвертного такта. Распространённым вариантом шага были дробушки, то есть быстрые движения ногами на одном месте. Плясовой шаг мог сопровождаться покачиваниями бёдрами, что особенно было характерно для женской пляски.
Частым элементом русской пляски были хлопанье в ладоши, по телу и голенищу сапог (Камаринская).

## Обычаи
До Революции, а во многих местах и до Великой Отечественной войны проводились состязания плясунов — чаще всего на ярмарках, а также на Масленицу. На известных плясунов порой «спорили» и делали ставки. Победитель получал хороший приз в виде подарка, вина, угощений или денег. Добыча, как правило, делилась на всю «честну́ю» компанию. Состязания проходили в виде парной и одиночной пляски в форме перепляса. Переплясывая, один из плясунов показывал одно движение или их комбинацию, соперник должен был их в точности повторить. Затем показывал свои. С каждым выходом движения усложнялись. Иногда в переплясе были другие правила: соревнующиеся попеременно показывали свои движения, при этом нельзя было повторять предыдущие. Проигрывал тот, у кого первого заканчивался набор «выкрутасов». Порой танцевали одновременно «до упа́ду» — кто первый упадёт от усталости.